# ژنتیک رنگ طوطی عشق رخ‌صورتی

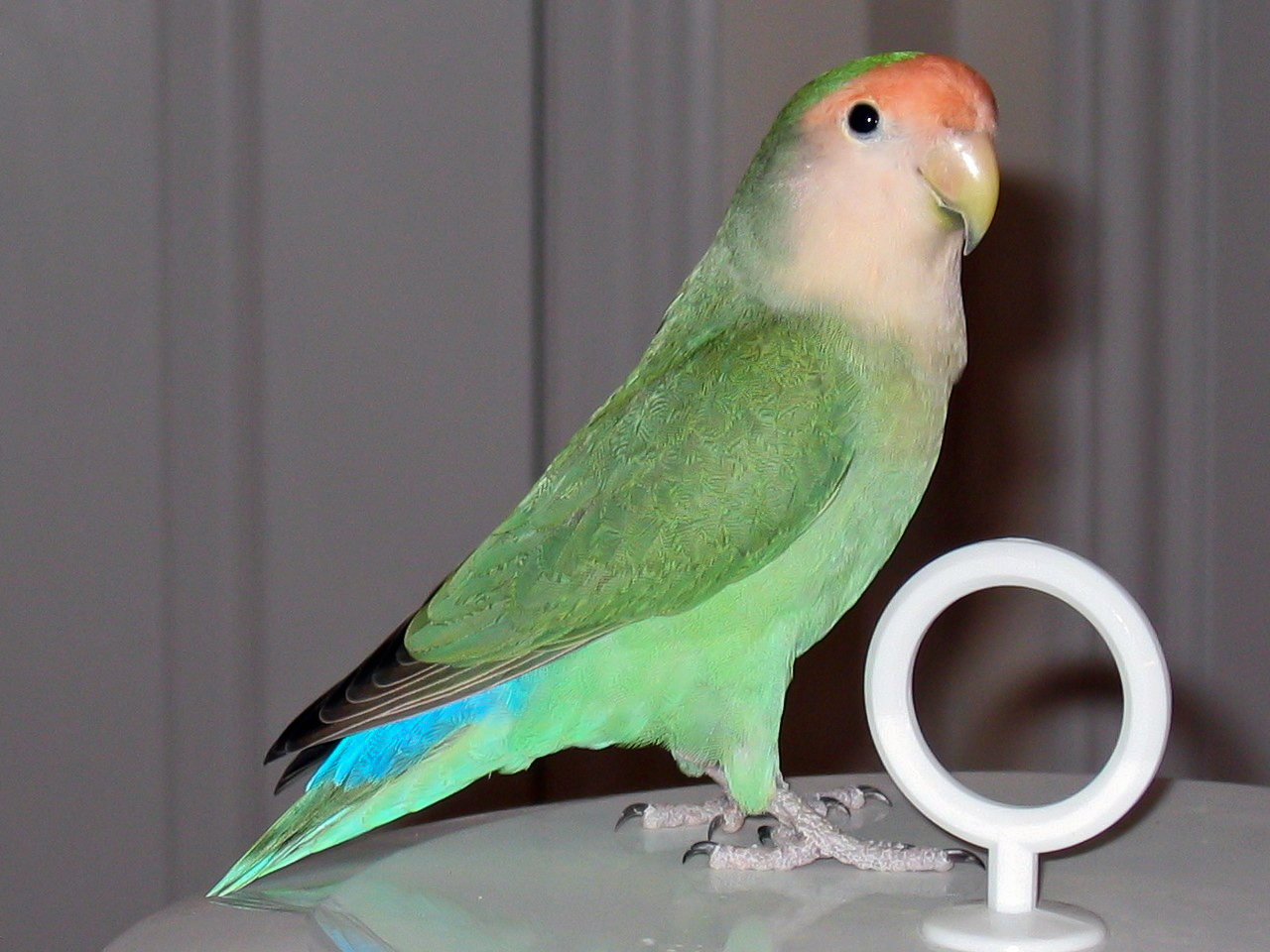
Seagreen (همچنین به عنوان AquaTurquoise در اصطلاح اروپایی شناخته می‌شود)

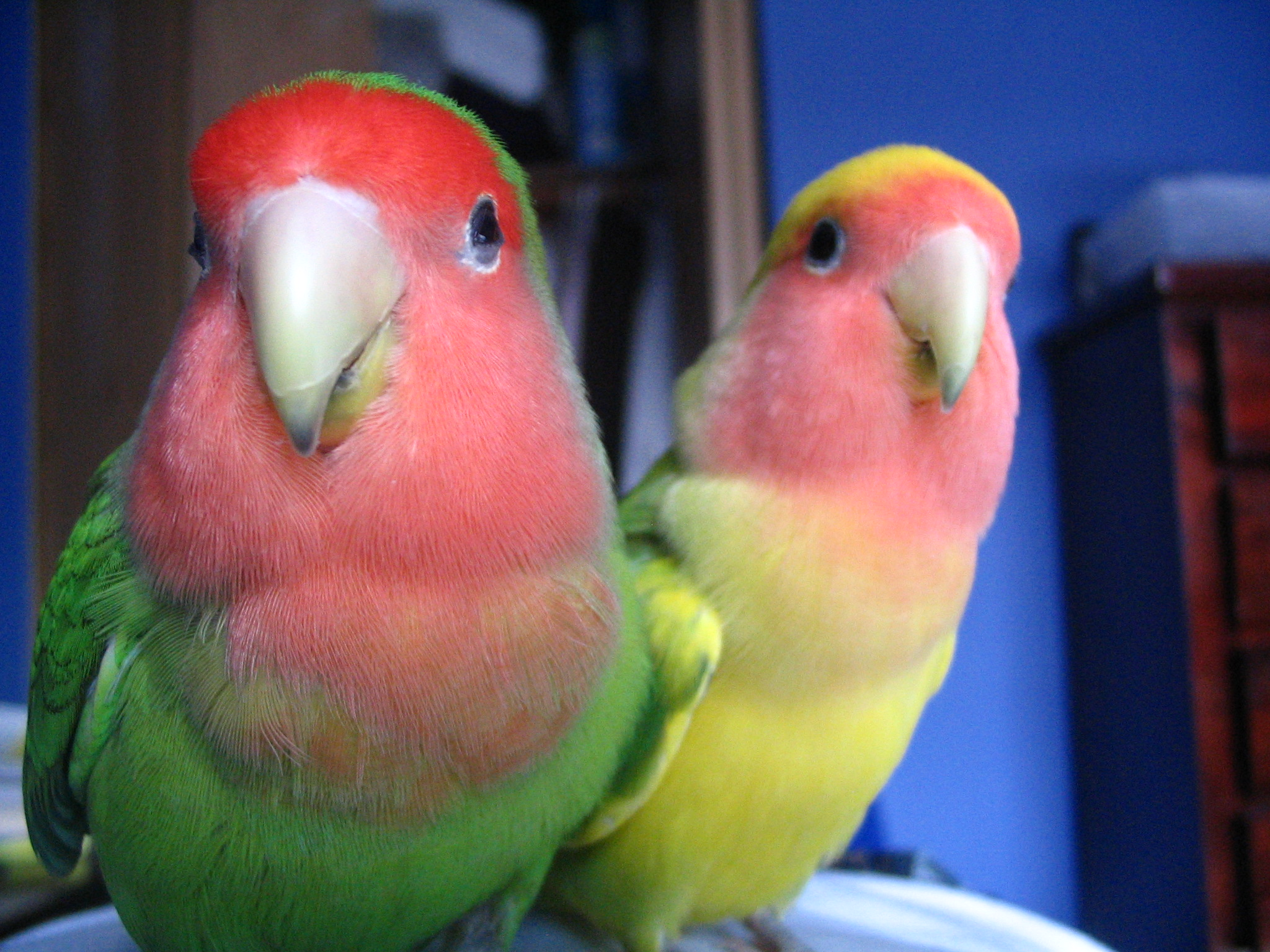
سبز وحشی و سبز وحشی پیسه

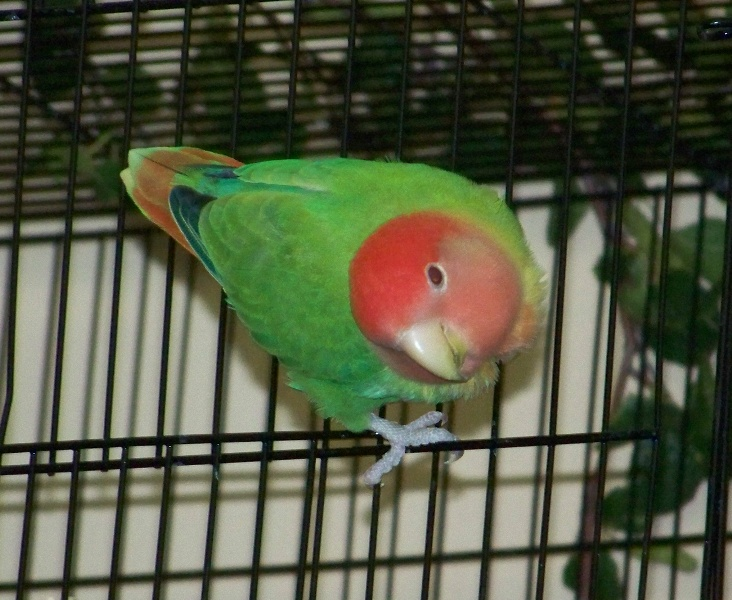
اپالین تک بنفش سبز وحشی، نمونه‌ای از جهش مرتبط با جنسیت. به کلاه متمایز که تا پشت جمجمه کشیده شده است توجه کنید، به جای اینکه مانند یک سربند معمولی با صورت گلگون در جلوی جمجمه ختم شود.

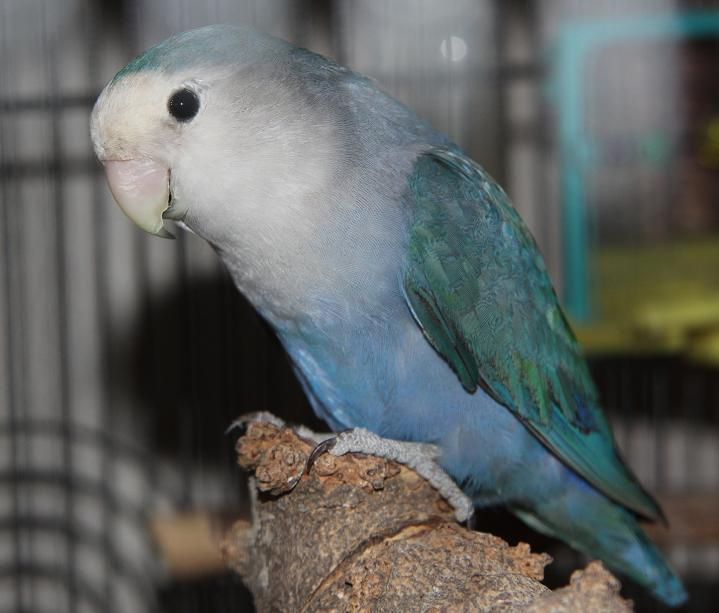
یک ماده آبی رخ‌سفید (فیروزه‌ای).

علم ژنتیک رنگ طوطی عشق رخ‌صورتی با وراثت تنوع رنگ در پرهای گونه‌ای به نام طوطی عشق رخ‌صورتی (Agapornis roseicollis) که معمولاً به عنوان طوطی عشق رخ‌صورتی یا طوطی عشق رخ‌هلویی شناخته می‌شود، سروکار دارد.
طوطی عشق با چهره گلگون دارای عمیق‌ترین طیف جهش‌های موجود در میان همهٔ گونه‌های آگاپورنیس است. به‌طور کلی، این جهش‌ها در دسته‌های ژنتیکی غالب، هم‌غلبه، مغلوب و مغلوب وابسته به X قرار می‌گیرند. در حالی که این نسبتاً ساده به نظر می‌رسد، زمانی که یک نمونه واحد نمونه‌های متعددی از این ویژگی‌های جهشی داشته باشد، می‌تواند به سرعت گیج‌کننده شود.